# Conférence des Églises protestantes des pays latins d'Europe
La Conférence des Églises protestantes des pays latins d'Europe (CEPPLE) est une organisation européenne rassemblant des églises protestantes de Belgique, d'Espagne, de France, d'Italie, du Portugal et de Suisse.

## Historique
Elle fut fondée le 1er février 1950, lors d'une conférence appelée par le pasteur Marc Boegner, à l'initiative du Révérend Macky du département de reconstruction des églises du Conseil œcuménique des Églises. Son but principal était la solidarité avec les églises espagnoles confrontées à l'obstruction du pouvoir franquiste. C'est depuis une structure légère d'aide et de coordination entre des églises en situation de minorité.
La première réunion du CEPPLE a lieu en septembre 1950 à Torre Pellice, le centre de l'Église évangélique vaudoise, situé dans le Piémont, sur le thème "Grandeur et misère des églises minoritaires".
Depuis 2014, elle constitue un groupe régional de la Communion d'Églises protestantes en Europe. Ses activités se focalisent sur la catéchèse, la formation théologique, le rôle des Églises du Sud face aux migrations et la mutualisation des ressources pour renforcer présence des Églises dans les médias et sur Internet.

## Membres
Belgique
1. Église protestante unie de Belgique

 Espagne
1. Iglesia Evangélica Española (Église évangélique espagnole)
2. Iglesia Española Reformada Episcopal (Église épiscopalienne réformée espagnole)

 France
1. Église protestante unie de France
2. Union des Églises protestantes d'Alsace et de Lorraine
3. Fédération des Églises évangéliques baptistes de France

 Italie
1. Chiesa Evangelica Valdese (Église évangélique vaudoise)
2. Opera per le Chiese Evangeliche Metodiste in Italia (Œuvre pour l'Église évangélique méthodiste en Italie)
3. Unione Cristiana Evangelica Battista d'Italia (Union chrétienne évangélique baptiste d'Italie)

 Portugal
1. Igreja Evangélica Presbiteriana de Portugal (Église évangélique presbytérienne du Portugal)
2. Igreja Evangélica Metodista Portuguesa (Église évangélique méthodiste portugaise)
3. Igreja Lusitana Católica Apostólica Evangélica (Église catholique apostolique évangélique lusitanienne)

 Suisse
1. Conférence des Églises protestantes de Suisse romande
2. Fédération des Églises protestantes de Suisse